# Тиран (остров)

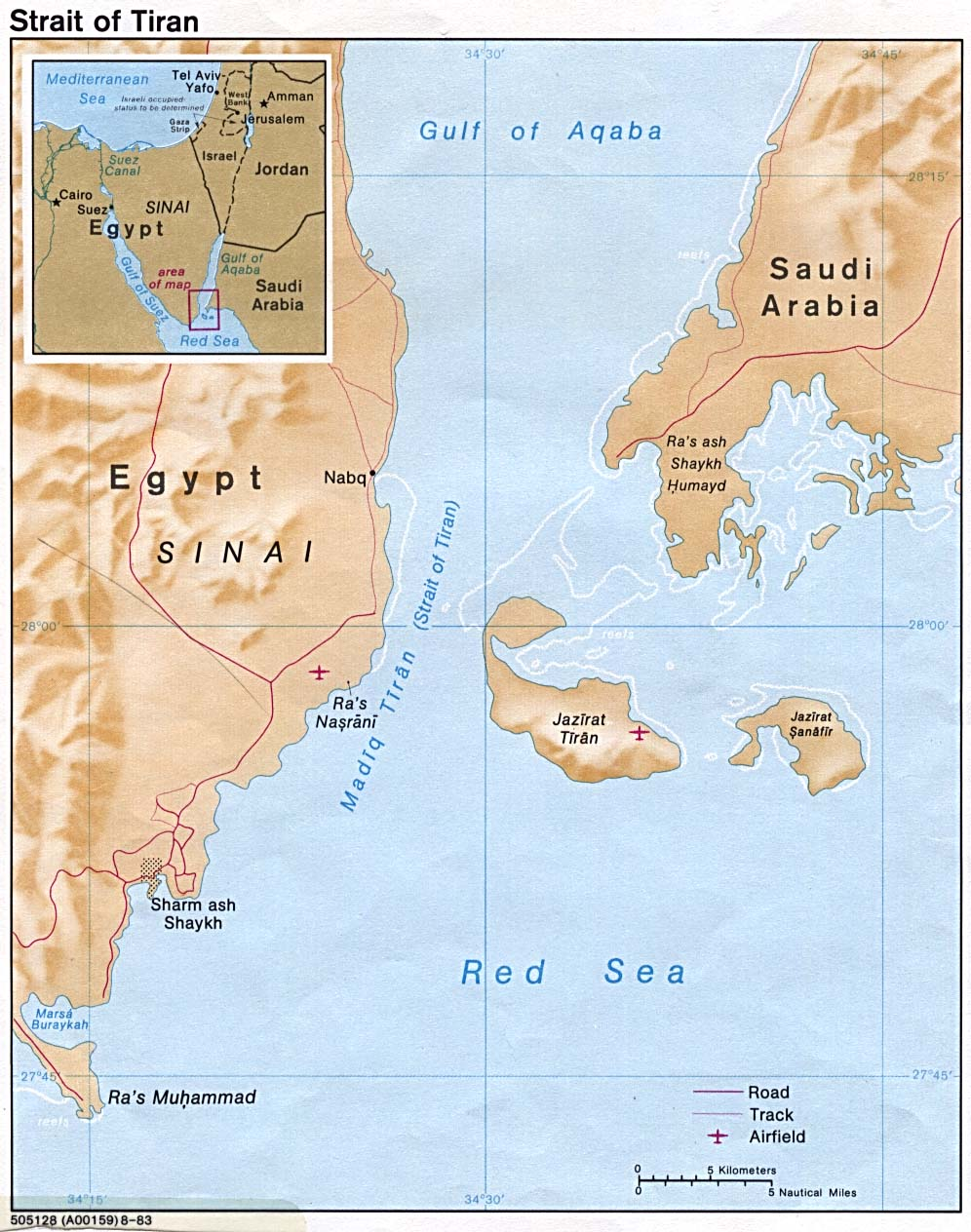
Карта острова Тиран

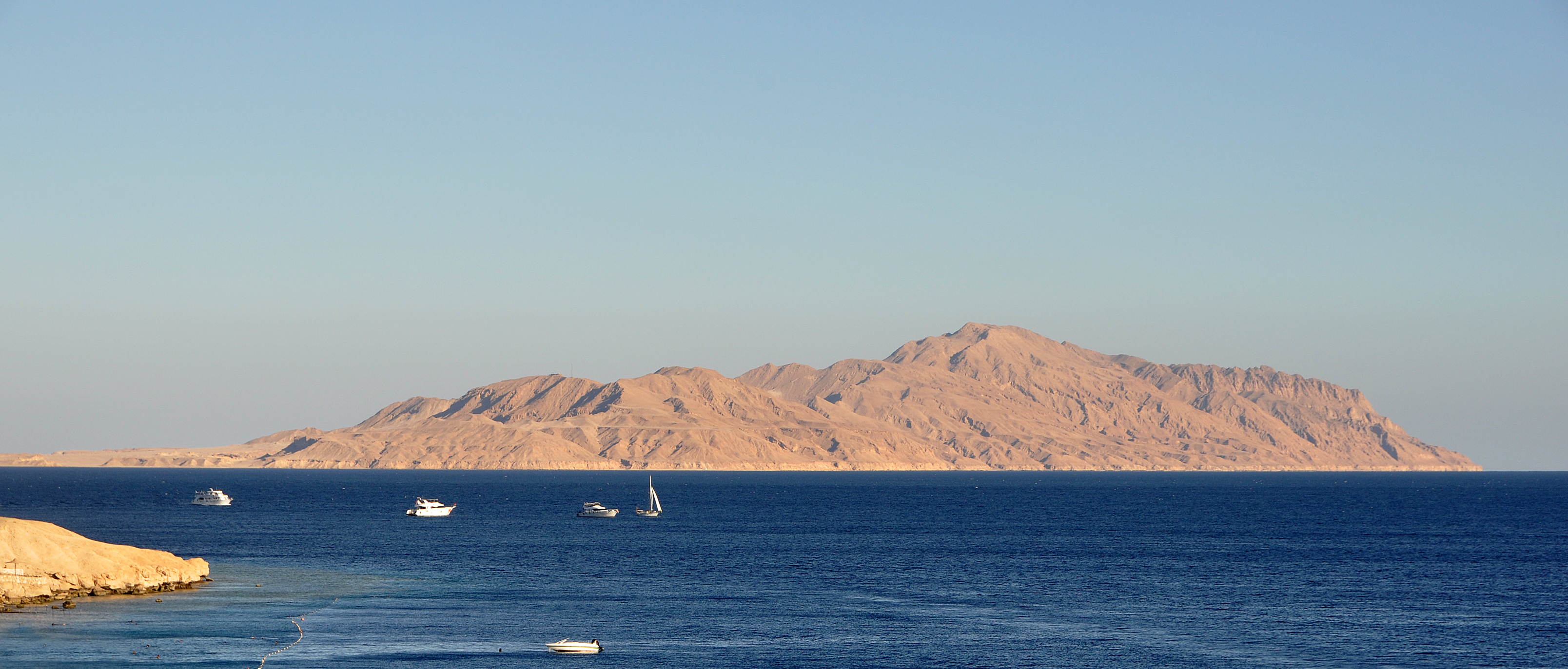
Остров Тиран

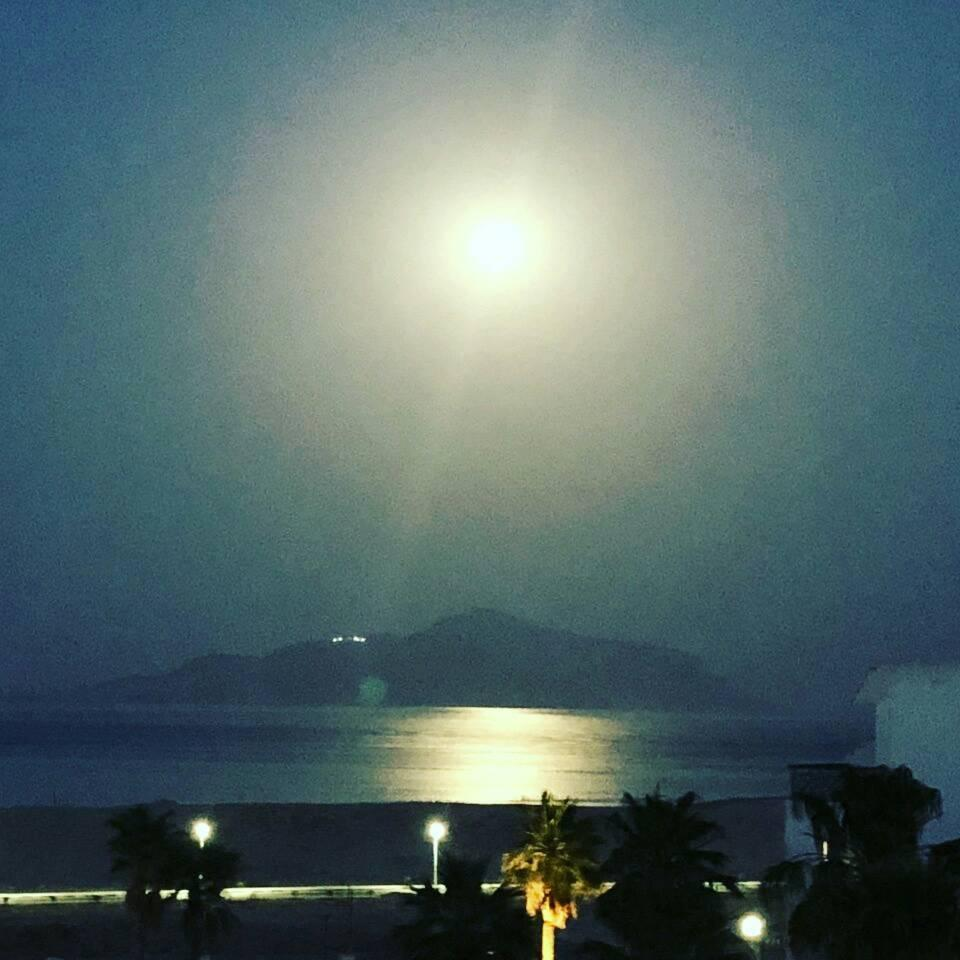
Вид с Шарм-эш-Шейха

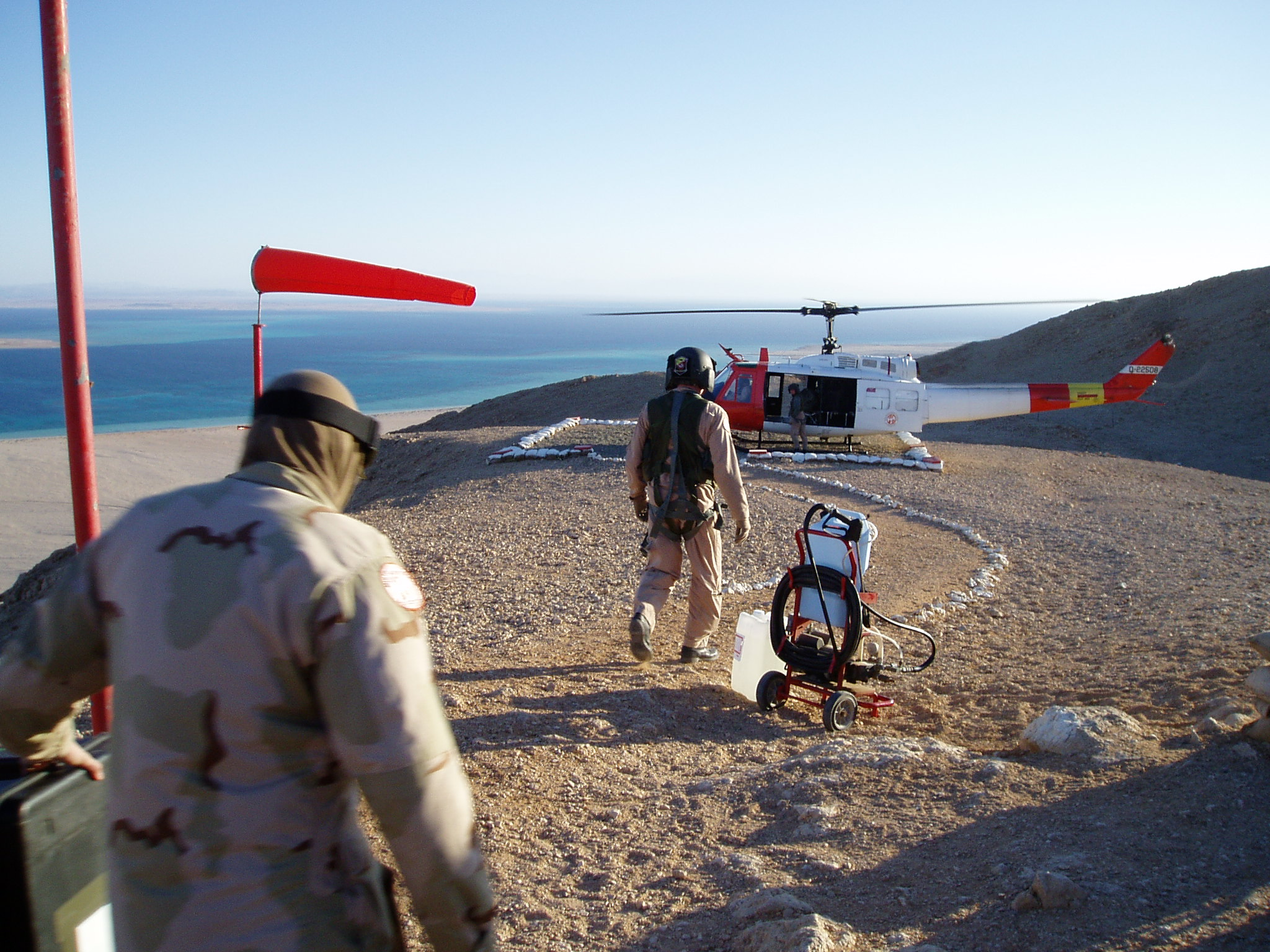
Американские солдаты миротворческих сил готовятся покинуть остров Тиран, 2004 год

Тиран (араб. جزيرة تيران‎) — остров площадью 80 квадратных километров в акватории Красного моря. Расположен в одноимённом проливе, представляющем горловину залива Акаба северо-восточнее египетского города Шарм-эш-Шейх. Принадлежит Саудовской Аравии.

## Территориальная принадлежность
Ранее остров принадлежал Египту. 9 апреля 2016 года было подписано соглашение о демаркации морской границы между Египтом и Саудовской Аравией, в соответствии с которым острова Тиран и Санафир отошли Эр-Рияду. Египетские власти тогда объяснили, что острова принадлежат Саудовской Аравии, а под защитой Египта они находились по просьбе саудитов с 1950 года. Это вызвало недовольство египтян и спровоцировало акции протеста: противники передачи считают, что острова Тиран и Санафир входят в состав Египта с 1906 года, когда было заключено соглашение между Османской империей и Египтом о передаче Синайского полуострова в состав последнего. 24 июня 2017 года соглашение вступило в силу. 16 июля 2022 года США договорились с Саудовской Аравией о выводе своих военных контингентов с острова. В свою очередь Саудовская Аравия согласилась нарастить свои производственные возможности с 12 до 13 млн баррелей в сутки к 2027 году.

## Региональное значение
На Тиране расположена небольшая военная база (Observation Post 3—11) международных наблюдателей MFO (Multinational Force and Observers), которая контролирует соблюдение Египтом и Израилем мирного договора. Высадка посторонних на остров запрещена. База наблюдателей на Тиране расположена в западной части острова на вершине скалы высотой в 250 метров над заминированным со времён прежних конфликтов пляжем. Снабжение её производится дважды в неделю вертолётами из Шарм-эш-Шейха. Сам остров, если не считать военной базы ООН, необитаем.

## Достопримечательности
В проливе между Синаем и островом расположены четыре коралловых рифа: Джексон, Гордон, Вудхаус и Томас. Названы так рифы в честь английских офицеров, которые в своё время описывали эти места. Все, кроме Гордон-рифа, представляют собой отвесные стенки, усаженные великолепными кораллами. На самом южном из четырёх рифов пролива, рифе Гордон, с сентября 1981 года лежит, наклонившись на левый борт, панамское торговое судно «Луллия». В декабре 1981 года на северный риф Джексон село ещё одно торговое судно — кипрская «Лара». В 1996 году его взялись резать на металлолом, но так и не довели до конца эту работу. В итоге над рифом и по сей день возвышается часть его каркаса с носовой секцией.
Живая природа коралловых рифов вокруг острова пользуется огромной популярностью у туристов. К острову Тиран ранее регулярно отправлялись экскурсии, красоты его подводного мира считаются одними из лучших в Красном море. Некоторые пляжи острова заминированы.
С 1983 года по 2017 год остров Тиран входил в состав египетского Национального парка Рас-Мохаммед. На нём находятся гнездовья семи видов достаточно редких водоплавающих птиц, а на северном берегу его южной части имеется обширная мангровая роща. Орнитологи выражают озабоченность по поводу возможных нефтяных загрязнений моря у берегов острова от проходящих по проливу судов, а также возросшей туристической активности по соседству с островом, что может нанести вред гнездовьям.

## История
В V—VI вв. н. э. на острове находилось независимое иудейское княжество, именуемое в исторических хрониках Иотаб (Иотав) или Иотват. Некоторые исследователи древних текстов, пытающиеся восстановить маршрут исхода евреев из Египта, считают, что гора на острове Тиран была культовой для поклонения северному богу морей и штормов Баал Цафон. Княжество Иотват обладало сильным флотом и вело морскую торговлю с Аравией, Эфиопией и Египтом. Затем княжество вошло в состав Византийской империи. С VII в., после арабского нашествия, остров перестал упоминаться в исторических хрониках.
В сентябре 1955 года Египет объявил о блокаде пролива Тиран для израильского судоходства, отрезав тем самым порт Эйлат от внешнего мира, закрыл воздушное пространство этого района для израильских самолётов. На островах Тиран и соседнем с ним Санафир, а также на противоположном синайском берегу пролива в районе Рас-Насрани были установлены артиллерийские позиции. Была создана военно-морская база в Шарм-эш-Шейхе.
В 1967 году в ходе Шестидневной войны израильтяне захватили остров и удерживали его под своим контролем вплоть до 1982 года.
Суверенитет над островом являлся предметом длительного спора между Египтом и Саудовской Аравией.
С 1988 года разрабатывался проект строительства моста через остров Тиран из Египта в Саудовскую Аравию. Этот мост, длиной в 15 км, будет соединять африканские государства и Азию в обход территории Израиля.
В апреле 2016 года правительства Египта и Саудовской Аравии достигли соглашения о передаче островов Тиран и Санафир Саудовской Аравии. Египет рассчитывал, что Саудовская Аравия, получив спорные острова, построит через них мост в Египет. Но до ратификации соглашения в египетском парламенте дело не дошло: в июне 2016 года административный суд Египта признал соглашение недействительным, в январе 2017 года высший административный суд подтвердил это решение. Истцам удалось доказать, что острова Тиран и Санафир входят в состав Египта с 1906 года, когда было заключено соглашение между Османской империей и Египтом о передаче Синайского полуострова в состав последнего.
24 июня 2017 года президент Египта Абдель Фаттах ас-Сиси ратифицировал соглашение о демаркации морской границы, согласно которому Саудовской Аравии отходят острова Тиран и Санафир в Красном море. После подписания главой государства договор с Эр-Риядом вступает в силу. За неделю до этого соглашение с Эр-Риядом ратифицировал египетский парламент.